# Condorraptor
Condorraptor é um gênero extinto de dinossauro terópode megalosauróide. Seu nome de gênero significa "ladrão de Cerro Condor", referindo-se a uma aldeia próxima, enquanto seu nome de espécie, currumili, é nomeado após Hipolito Currumil, o proprietário de terras e descobridor da localidade. Foi um dos primeiros grandes terópodes sul-americanos, tendo sido encontrado nos estratos do Jurássico Inferior da Formação Cañadón Asfalto na Bacia Cañadón Asfalto da Argentina. A espécie-tipo, descrita em 2005, é Condorraptor currumili. É baseado em uma tíbia, com um esqueleto parcial associado que pode pertencer ao mesmo indivíduo. Descrito inicialmente como um tetanurano basal, Benson (2010) considerou que ele era membro do clado Piatnitzkysauridae e o táxon irmão de Piatnitzkysaurus, um apontamento posteriormente apoiado por estudos mais recentes.

## Descrição

Tamanho comparado

O holótipo do Condorraptor é MPEF-PV 1672, uma tíbia esquerda. Restos adicionais (MPEF-PV 1673 a 1697 e MPEF-PV 1700 a 1705) também foram referidos à espécie, incluindo vértebras, dentes, fragmentos de costela e chevron, ossos parciais do quadril, fêmures, um metatarso IV e uma falange de pedais. Todos esses restos eram da mesma localidade do holótipo e provavelmente representam o mesmo indivíduo. Em 2007, vários meios de comunicação relataram que um esqueleto articulado desta espécie foi descoberto por uma equipe liderada por Oliver Rauhut, mas esta descoberta não foi descrita ou referenciada na literatura. Também em 2007, Rauhut descreveu um crânio parcial fragmentário, MPEF 1717, da Formação Cañadón Asfalto. Devido ao tamanho do crânio, à localização, às características do tetanurano e às diferenças do material craniano do Piatnitzkysaurus, é possível que ele pertença ao Condorraptor. O espécime tipo era um jovem com cerca de 4,5 metros de comprimento e pesava cerca de 200 kg.  Em 2016 Molina-Pérez e Larramendi estimaram o provável espécime adulto (MPEF 1717) em 8,5 metros e 1,65 toneladas.
O Condorraptor é notavelmente semelhante a outro terópode da mesma formação, Piatnitzkysaurus. Únicos entre os tetanuros, esses dois compartilham uma superfície anterior plana do centro pré-sacral anterior. Em contrapartida, Condorraptor se difere de Piatnitzkysaurus pela forma da parte inferior de seu centro sacro. Em Condorraptor, o segundo centro tem uma base larga e plana, enquanto o terceiro é suavemente côncavo. Em Piatnitzkysaurus, a base do segundo centro é suavemente arredondada, enquanto a do terceiro é plana ao longo de sua linha média.

## Classificação
O clado mais basal dentro de Megalosauroidea contém Condorraptor, Marshosaurus, Piatnitzkysaurus e Xuanhanosaurus. O próximo clado mais basal compreende o Chuandongocoelurus e o Monolophosaurus. No entanto, a afiliação desses clados com Megalosauroidea é mal suportada por métricas de suporte de árvore, e é possível que eles sejam classificados fora de Megalosauroidea por análises futuras.
|  | Marshosaurus                                                      |
|  |                                                                   |
|  | \| \| Condorraptor \| \| \| \| \| \| Piatnitzkysaurus \| \| \| \| |
|  |                                                                   |
|  | Condorraptor                                                      |
|  |                                                                   |
|  | Piatnitzkysaurus                                                  |
|  |                                                                   |

|  | Condorraptor     |
|  |                  |
|  | Piatnitzkysaurus |
|  |                  |

|  | Marshosaurus                                                      |
|  |                                                                   |
|  | \| \| Condorraptor \| \| \| \| \| \| Piatnitzkysaurus \| \| \| \| |
|  |                                                                   |
|  | Condorraptor                                                      |
|  |                                                                   |
|  | Piatnitzkysaurus                                                  |
|  |                                                                   |

|  | Condorraptor     |
|  |                  |
|  | Piatnitzkysaurus |
|  |                  |

|  | Chuandongocoelurus |
|  |                    |
|  | Monolophosaurus    |
|  |                    |

|  | Spinosauridae  |
|  |                |
|  | Megalosauridae |
|  |                |

|  | Chuandongocoelurus |
|  |                    |
|  | Monolophosaurus    |
|  |                    |

|  | Spinosauridae  |
|  |                |
|  | Megalosauridae |
|  |                |

|  | Marshosaurus                                                      |
|  |                                                                   |
|  | \| \| Condorraptor \| \| \| \| \| \| Piatnitzkysaurus \| \| \| \| |
|  |                                                                   |
|  | Condorraptor                                                      |
|  |                                                                   |
|  | Piatnitzkysaurus                                                  |
|  |                                                                   |

|  | Condorraptor     |
|  |                  |
|  | Piatnitzkysaurus |
|  |                  |

|  | Marshosaurus                                                      |
|  |                                                                   |
|  | \| \| Condorraptor \| \| \| \| \| \| Piatnitzkysaurus \| \| \| \| |
|  |                                                                   |
|  | Condorraptor                                                      |
|  |                                                                   |
|  | Piatnitzkysaurus                                                  |
|  |                                                                   |

|  | Condorraptor     |
|  |                  |
|  | Piatnitzkysaurus |
|  |                  |

|  | Chuandongocoelurus |
|  |                    |
|  | Monolophosaurus    |
|  |                    |

|  | Spinosauridae  |
|  |                |
|  | Megalosauridae |
|  |                |

|  | Chuandongocoelurus |
|  |                    |
|  | Monolophosaurus    |
|  |                    |

|  | Spinosauridae  |
|  |                |
|  | Megalosauridae |
|  |                |